# Drimia involuta
Drimia involuta là một loài thực vật có hoa trong họ Măng tây. Loài này được (J.C.Manning & Snijman) J.C.Manning & Goldblatt mô tả khoa học đầu tiên năm 2000.